# 8741 Судзукісудзуко
8741 Судзукісудзуко (8741 Suzukisuzuko) — астероїд головного поясу, відкритий 25 січня 1998 року.
Тіссеранів параметр щодо Юпітера — 3,225.
Названо на честь Судзукі Судзуко (яп. すずき・すずこ(鈴木寿寿子) судзукі судзуко).